# Girards sats
Girards sats, eller Harriot-Girards sats, är en sats inom sfärisk trigonometri som säger att ytan av en sfärisk triangel {\displaystyle \triangle ABC} (blå i figur 1) med hörnvinklarna {\displaystyle \alpha }, {\displaystyle \beta } och {\displaystyle \gamma } på en enhetssfär är:
{\displaystyle |\triangle ABC|=\alpha +\beta +\gamma -\pi }
Inom sfärisk geometri ger satsen att för en sfärisk triangel på en sfär med radien {\displaystyle R} är ytan:
{\displaystyle |\triangle ABC|=R^{2}\left(\alpha +\beta +\gamma -\pi \right)}
Ytan av en triangel på en sfär med given radie avgörs alltså endast och entydigt av hörnvinklarna och dess yta bestäms av hur mycket vinkelsumman överstiger 180°. Detta vinkelöverskott kallas sfäriskt överskott eller sfärisk excess (från engelskans Spherical excess) och betecknas ofta med {\displaystyle E}, sålunda:
{\displaystyle E=\alpha +\beta +\gamma -\pi }
Eftersom sfäriska polygoner låter sig uppdelas i sfäriska trianglar och polygonens vinkelsumma är lika med vinkelsumman av de ingående trianglarna gäller satsen i nedanstående något modifierade form även för en sfärisk polygon med {\displaystyle N} hörn och hörnvinklarna {\displaystyle \alpha _{i}}:
{\displaystyle Arean=E=\sum _{i=1}^{N}\alpha _{i}-\left(N-2\right)\pi }
där fallet med triangeln således motsvarar {\displaystyle N=3} och {\displaystyle \left(N-2\right)\pi } är vinkelsumman i en plan polygon med {\displaystyle N} hörn.

## Bevis

Figur 1. blå och de tre kolunära trianglana gula.

Figur 2. Den något skeva "badbollen" (vinklarna är inte 90°) visar hur varje halvsfär är uppbyggd av en triangel från vardera av de fyra paren som definieras av tre strorcirklar.

### Trianglar
Nedan bevisas satsen för {\displaystyle \triangle ABC} i figur 1 enligt Eulers metod.
Tre storcirklar delar in sfärens yta i åtta trianglar, vilka parvis har samma hörnvinklar, sidor och areor. I figur 1 är dessa par:
{\displaystyle \triangle ABC} och {\displaystyle \triangle A'B'C'} med hörnvinklarna {\displaystyle \alpha }, {\displaystyle \beta } och {\displaystyle \gamma }
{\displaystyle \triangle A'BC} och {\displaystyle \triangle AB'C'} med hörnvinklarna {\displaystyle \alpha }, {\displaystyle \pi -\beta } och {\displaystyle \pi -\gamma }
{\displaystyle \triangle AB'C} och {\displaystyle \triangle A'BC'} med hörnvinklarna {\displaystyle \pi -\alpha }, {\displaystyle \beta } och {\displaystyle \pi -\gamma }
{\displaystyle \triangle ABC'} och {\displaystyle \triangle A'B'C} med hörnvinklarna {\displaystyle \pi -\alpha }, {\displaystyle \pi -\beta } och {\displaystyle \gamma }
I figur 2 har dessa par givits var sin färg och ur denna figur ser vi att varje halvsfär består av en triangel ur vardera paret. Eftersom enhetssfärens yta är {\displaystyle 4\pi } så är summan av areorna för de fyra trianglarna på en halvsfär {\displaystyle 2\pi } och vi väljer för beviset de fyra med ett gemensamt hörn i {\displaystyle A}, det vill säga:
{\displaystyle |\triangle ABC|+|\triangle AB'C|+|\triangle AB'C'|+|\triangle ABC'|=2\pi }
Genom att lägga ihop två trianglar med en gemensam sida bildas en "biangel" som har ett hörn i vardera av två motstående poler och begränsas av två meridianer. Ytan av en sådan biangel är dubbla hörnvinkeln i endera polen, ty hela sfärens area är ju {\displaystyle 4\pi } och den andel som biangeln upptar är lika stor som den hörnvinkeln upptar av ett helt varv, det vill säga av {\displaystyle 2\pi }. {\displaystyle \triangle ABC} ingår i tre bianglar: vardera med en av de gulmarkerade trianglarna i figur 1, med "polvinklarna" {\displaystyle \alpha }, {\displaystyle \beta } respektive {\displaystyle \gamma }, sålunda
{\displaystyle 2\alpha =|\triangle ABC|+|\triangle A'BC|\left(=|\triangle ABC|+|\triangle AB'C'|\right)}
{\displaystyle 2\beta =|\triangle ABC|+|\triangle AB'C|}
{\displaystyle 2\gamma =|\triangle ABC|+|\triangle ABC'|}
Om vi summerar dessa tre areor (och utnyttjar likheten inom parentes i den första av dem) får vi:
{\displaystyle 2\alpha +2\beta +2\gamma =|\triangle ABC|+|\triangle AB'C'|+|\triangle ABC|+|\triangle AB'C|+|\triangle ABC|+|\triangle ABC'|}
Vi ser här att de fyra triangelareorna i vårt uttryck för halvsfärens area finns med så vi ersätter dessa fyra med {\displaystyle 2\pi } och får:
{\displaystyle 2\alpha +2\beta +2\gamma =2\pi +2|\triangle ABC|}
Vilket förkortas med två och stuvas om till:
{\displaystyle |\triangle ABC|=\alpha +\beta +\gamma -\pi }
och beviset är därmed klart.

### Polygoner
| Figur 3. Polygonsidorna är storcirkelbågar, men har ritats som räta linjer. |  | Figur 4. |
| Figur 3. Polygonsidorna är storcirkelbågar, men har ritats som räta linjer. |  | Figur 4. |

Betrakta polygonsidan {\displaystyle {\overline {AB}}} i figur 3. Om vi lägger till triangeln {\displaystyle \triangle ABC} till denna sida av den {\displaystyle N}-hörniga polygonen {\displaystyle P}, med arean {\displaystyle |P|}, vinkelsumman {\displaystyle \nu +\alpha _{1}+\beta _{1}} och för vilken Girards formel gäller, får vi för vår nya polygon, med ett hörn mer, arean:
{\displaystyle |P|+|\triangle ABC|=\nu +\alpha _{1}+\beta _{1}-(N-2)\pi +\alpha _{2}+\beta _{2}+\gamma -\pi \Leftrightarrow }
{\displaystyle |P|+|\triangle ABC|=\nu +(\alpha _{1}+\alpha _{2})+(\beta _{1}+\beta _{2})+\gamma -((N+1)-2)\pi }
Och om formeln gäller för {\displaystyle P}, så gäller den för vår nya polygon med ett hörn mer. Så, eftersom den gäller för trianglar ({\displaystyle N=3}), så gäller den för {\displaystyle N=4,5,6...}. 
Formeln gäller även för konkava polygoner (med någon eller flera innervinklar större än 180°). I figur 4 tas triangeln {\displaystyle \triangle ABC} bort från {\displaystyle P}. Vi får för ytan för den nya polygonen med ett hörn mer:
{\displaystyle |P|-|\triangle ABC|=\nu +\alpha _{1}+\beta _{1}-(N-2)\pi -\left(\alpha _{2}+\beta _{2}+\gamma -\pi \right)\Leftrightarrow }
{\displaystyle |P|-|\triangle ABC|=\nu +\alpha _{1}+\beta _{1}-(N-2)\pi -\alpha _{2}-\beta _{2}-\gamma +\pi \Leftrightarrow }
{\displaystyle |P|-|\triangle ABC|=\nu +\alpha _{1}+\beta _{1}-(N-2)\pi -\alpha _{2}-\beta _{2}+2\pi -\gamma -\pi \Leftrightarrow }
{\displaystyle |P|-|\triangle ABC|=\nu +(\alpha _{1}-\alpha _{2})+(\beta _{1}-\beta _{2})+(2\pi -\gamma )-((N+1)-2)\pi }

### "Bianglar"
I förbigående kan noteras att formeln även gäller för "bianglar" (med ett hörn i vardera av två motstående poler på sfären och begränsade av två meridianer mellan dessa):
{\displaystyle Arean=\alpha +\alpha -0\cdot \pi =2\alpha }
För diskussion, se ovan under trianglar.

## Historia
Satsen publicerades 1629 av den fransk/nederländske matematikern Albert Girard i Invention nouvelle En L'Algebre (inte i Trigonometrie 1626 som ofta påstås), men återfanns senare i opublicerade anteckningar från 1603 av den engelske matematikern Thomas Harriot. Ett bättre bevis publicerdes 1632 av Bonaventura Cavalieri i Directorium generale uranometricum in quo trigonomrtriae logarithmicae fundamenta och ett mycket enkelt bevis gavs 1781 i De mensura angulorum solidorum av Euler.